# ムリロ・セルケイラ・パイム
ムリロ（Murilo）ことムリロ・セルケイラ・パイム（ポルトガル語: Murilo Cerqueira Paim、1997年3月27日 - ）は、ブラジルのサッカー選手。ポジションはDF。

## クラブ歴
2012年にクルゼイロECの下部組織へ加入。2017年にトップチームへ昇格し、3月21日にリーガ・スウ＝ミナス＝ヒオで選手初出場。
2019年6月18日に5年契約でロシア・プレミアリーグのFCロコモティフ・モスクワへ完全移籍。2021年5月12日に行われたロシア・カップ決勝ではチームの3点目をあげて3-1での勝利およびタイトル獲得に貢献した。
2022年1月12日、SEパルメイラスへ5年契約で移籍。

## 代表例
年代別代表ではU-20代表からの出場歴がある。U-23代表としては第47回トゥーロン国際大会に参加し優勝した。